# Håkan Larsson
Lars Håkan Larsson (Gällivare, 11 giugno 1974) è un allenatore di pallacanestro ed ex cestista svedese.

## Palmarès
- Campionato svedese: 6

Plannja Basket: 1996-97, 1998-99, 1999-2000, 2003-04, 2005-06, 2006-07